# Leon Tyszyński
Leon Tyszyński (ur. 13 listopada?/25 listopada 1896 w Petersburgu, zm. ?) – podpułkownik dyplomowany saperów Wojska Polskiego, kawaler Orderu Virtuti Militari.

## Życiorys
Urodził się 25 listopada 1896, w rodzinie Kazimierza i Natalii z d. Marksen. Został studentem Uniwersytetu w Piotrogrodzie. Podczas I wojny światowej służył w Armii Imperium Rosyjskiego. Do 1918 mieszkał na obszarze Imperium Rosyjskiego.
Po odzyskaniu przez Polskę niepodległości w 1918 został przyjęty do Wojska Polskiego. Od 25 stycznia 1919 był podporucznikiem 1 pułku inżynieryjnego. W tym samym stopniu brał udział w wojnie polsko-bolszewickiej w szeregach 3 pułku saperów, a za swoje czyny otrzymał Order Virtuti Militari. W szeregach plutonu minerów przy Dywizji Litewsko-Białoruskiej 19 kwietnia 1919 wysadził most kolejowy na linii Baranowicze–Łuniniec oraz dwa drewniane mosty drogowe i 10 małych mostków. Został awansowany do stopnia porucznika w korpusie inżynierii i saperów ze starszeństwem z dniem 1 czerwca 1919. W 1923 pełnił służbę na stanowisku II oficera sztabu 20 Dywizji Piechoty w Słonimiu, pozostając oficerem nadetatowym 3 pułku saperów. W tym czasie przysługiwał mu, obok stopnia wojskowego, tytuł „oficer przydzielony do Sztabu Generalnego”. W kwietniu 1924 został odkomenderowany z 20 DP do Kościuszkowskiego Obozu Szkolnego Saperów w Warszawie, w charakterze słuchacza III kursu doszkolenia oficerów saperów.

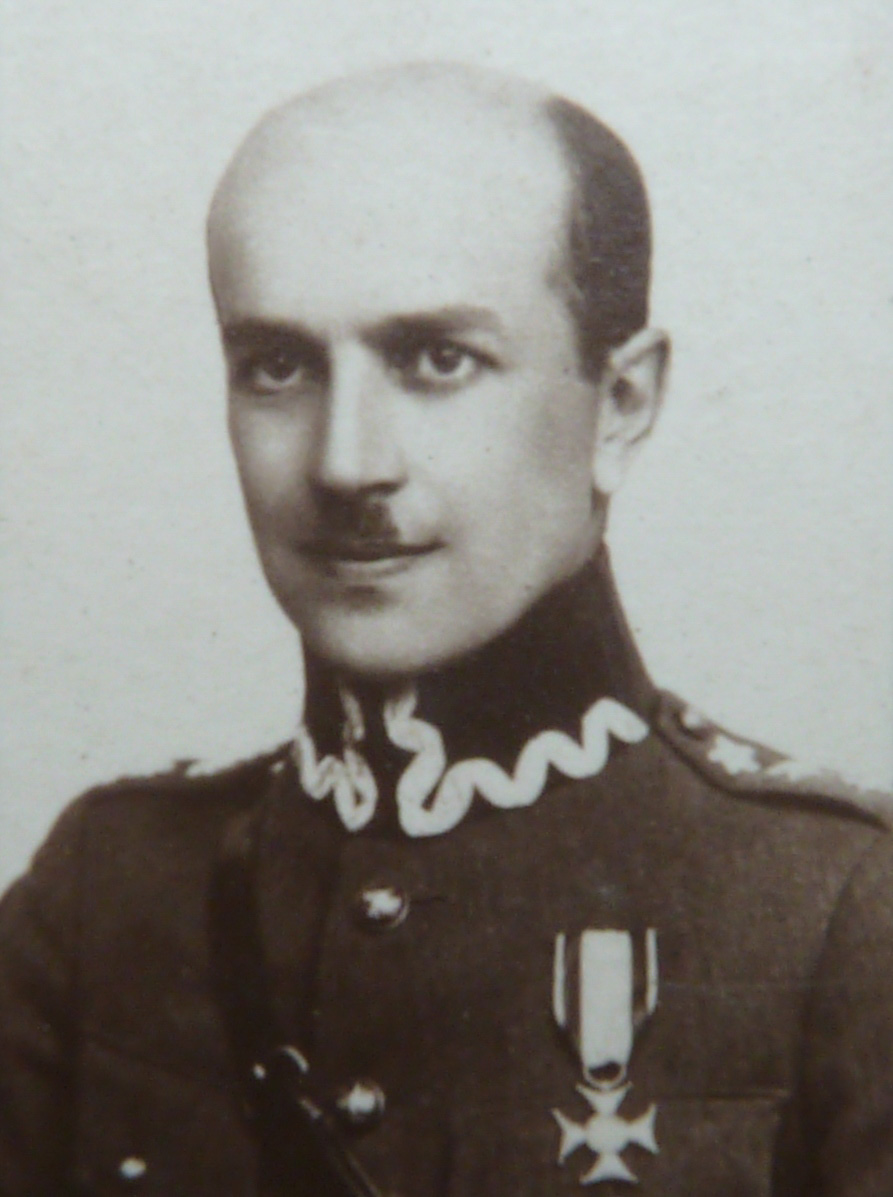
Leon Tyszyński jako absolwent WSWoj (1926)

Ukończył naukę w Wyższej Szkoły Wojennej. Uzyskał tytuł oficera dyplomowanego. Był wykładowcą w WSWoj. Został awansowany do stopnia majora saperów ze starszeństwem z dniem 1 stycznia 1932. W 1932 był oficerem biura ogólnoorganizacyjnego I wiceministra spraw wojskowych. Na stopień podpułkownika został mianowany ze starszeństwem z dniem 19 marca 1938 i 9. lokatą w korpusie oficerów saperów. W 1939 znajdując się w rezerwie personalnej oficerów przy Inspektorze Saperów był przydzielony do składu osobowego inspektora armii gen. dyw. Stefana Dąb-Biernackiego na stanowisko oficera saperów.
Po wybuchu II wojny światowej 1939 podczas kampanii wrześniowej był dowódcą saperów Armii „Prusy”.
20 września 1939 dostał się do niewoli radzieckiej. Przebywał w Obozie NKWD w Griazowcu. 10 października 1940 został przewieziony z obozu w Kozielsku do Moskwy, gdzie był przesłuchiwany i uczestniczył w rozmowach z przedstawicielami władz sowieckich. Od 31 października 1940 przebywał w tzw. „willi rozkoszy” w Małachówce. Podczas pobytu tam zajmował się tłumaczeniem podręczników w swojej dziedzinie wojskowości. Był w grupie kilku starszych oficerów, którzy przystali na propozycję tworzenia wojska polskiego przy armii ZSRR.
Leon Tyszyński został pochowany na Cmentarzu Wojskowym na Powązkach w Warszawie (kwatera II B 30-7-9).
Podpułkownik Leon Tyszyński jest jedną z postaci spektaklu Willa szczęścia Jacka Gąsiorowskiego (premiera w Teatrze Telewizji: 21 kwietnia 2008).

## Ordery i odznaczenia
- Krzyż Srebrny Orderu Wojskowego Virtuti Militari nr 5012[21]
- Krzyż Kawalerski Orderu Odrodzenia Polski (20 grudnia 1946)[22]
- Złoty Krzyż Zasługi (19 marca 1936)[23]
- Medal Niepodległości (23 grudnia 1933)[24]
- Krzyż Kawalerski Orderu Świętego Sawy (24 czerwca 1929)[25]